# Mirre Sennehed
Mirre Carolina Sennehed, född 5 september 1986 i Östra Skrukeby utanför Linköping, är en svensk författare, projektledare, arrangör och föreläsare.

## Biografi
Sennehed gav 2005 ut romanen Det händer inte mig som är tillägnad en vän med drogproblem. Boken är inte en uttalad anti-drogbok men beskriver den naivitet och dåliga riskuppfattning som kan finnas hos ungdomar, och betonar riskerna med alla droger - inklusive alkohol.
Sennehed var vän till Pelle Nordkvist, som mördades 2010 i ett hatbrott. Efter mordet har hon engagerat sig för människors rätt till sin egen identitet och arbetat med projekt kring att leva inom en subkultur. År 2018 gav hon ut romanen Pojken med stjärnorna som är en hyllning till Nordkvist. Hon grundade 2014 Kulturföreningen Subvox som sedan 2016 årligen arrangerar Subkultfestivalen i Trollhättans Folkets Park. Hon arrangerar olika kulturella evenemang och föreläser om sitt liv med ADHD.
Sennehed har varit en av medarbetarna i Allmänna Arvsfondens projekt Arrangörer utan hinder som 2018 gav ut boken Arrangera tillgängligt för dummies. Den är skriven av arrangörer som själva har fysiska och psykiska funktionsvariationer.
År 2023 gav hon ut den självbiografiska boken Bokstavsbarn. Boken handlar om hur det kan vara att växa upp med ADHD, och beskrivs som "ambitiös och självutlämnande".